# Ibar
Az Ibar (szerbül Ибар / Ibar, albánul Ibër) folyó Montenegró, Koszovó és Szerbia területén halad, a Nyugati-Morava jobb oldali mellékfolyója.
A Mokra Planina hegyen, Montenegróban, Podgoricától 70 km-re északkeletre ered, és Kraljevónál (Szerbia) ömlik a Nyugati-Moravába. Vízgyűjtő területe 7950 km². Hossza 241 km, közepes vízhozama 60 m³ másodpercenként.
Mellékfolyói a Raška, Studenica és Sitnica. Víztározó rajta a Gazivoda-tó.
Jelentősebb városok az Ibar mentén: Kosovska Mitrovica, Raška és Kraljevo.

## Képek

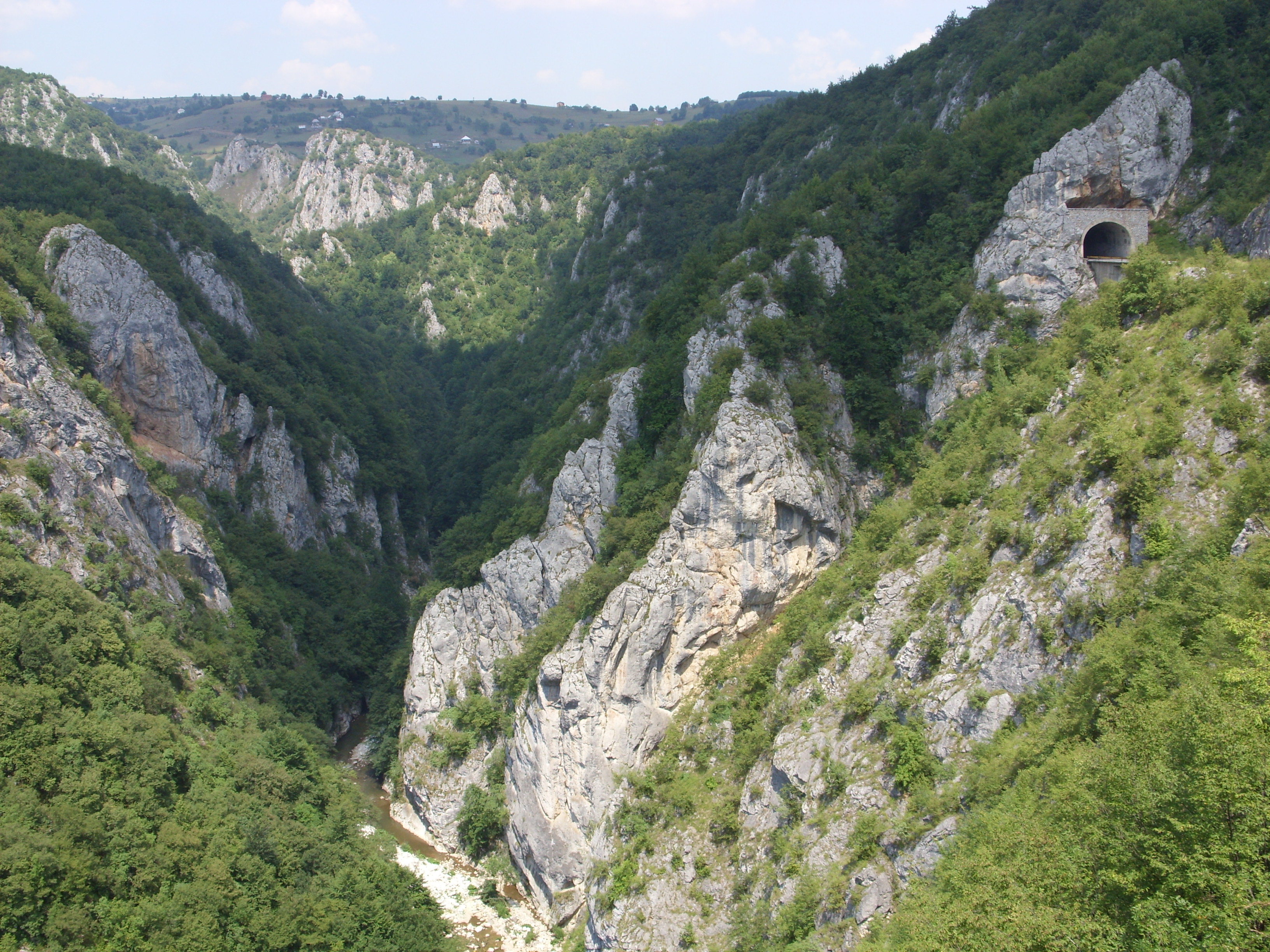
A folyó Montenegróban ered
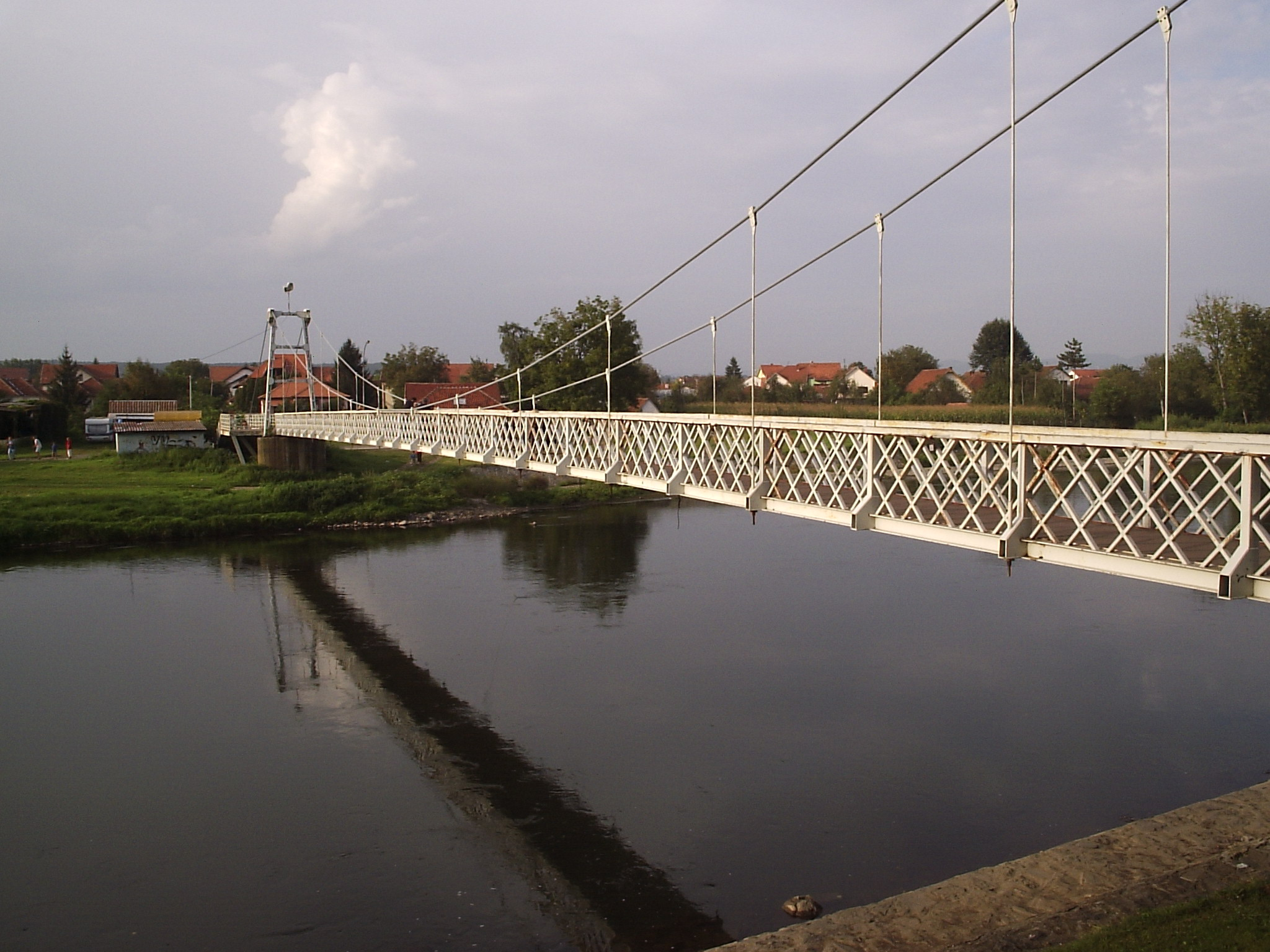
Függőhíd Mataruška Banja mellett
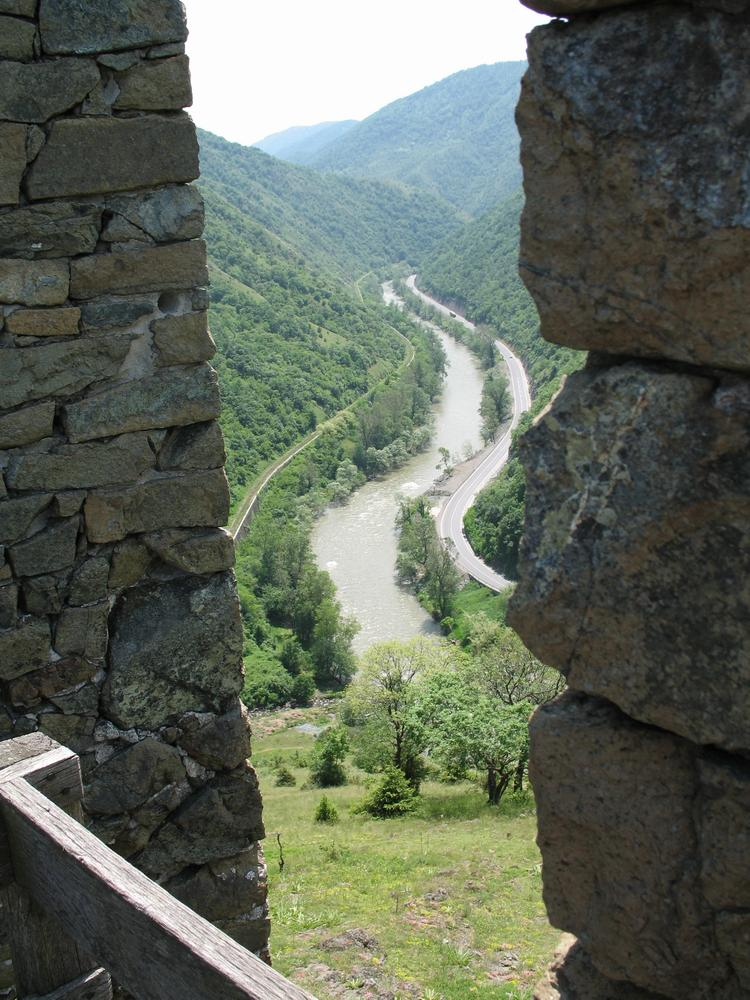
Kraljevo közelében, Szerbia